# Championnat de Hongrie de football 1916-1917
Navigation
Saison précédente Saison suivante
La saison 1916-1917 du Championnat de Hongrie de football est la 14e édition du championnat de première division en Hongrie, la Nemzeti Bajnokság. Les douze meilleurs clubs de Budapest sont regroupés au sein d'une poule unique où ils se rencontrent deux fois au cours de la saison, à domicile et à l'extérieur. En fin de saison, le dernier du classement est relégué et remplacé par le meilleur club de II. Osztályú Bajnokság, la deuxième division hongroise.
C'est le MTK Budapest, tenant du titre, qui termine à nouveau en tête du classement final du championnat, avec huit points d'avance sur le Törekvés SE et quinze sur l'Ujpest TE. C'est le 4e titre de champion de Hongrie de l'histoire du club.

## Les clubs participants
| - III. Kerületi TVE - Budapest TC - Kispest AC - Promu de II. Osztályú Bajnokság - Ferencváros TC - Fov TK - Promu de II. Osztályú Bajnokság - 33 FC | - Vasas SC - Promu de II. Osztályú Bajnokság - MTK Budapest - Magyar AC - Ujpest TE - Budapest AK - Törekvés SE |

## Compétition

### Classement
Le barème utilisé pour établir le classement est le suivant :
- Victoire : 2 points
- Match nul : 1 point
- Défaite, forfait ou abandon : 0 point

| Rang | Équipe            | Pts | J  | G  | N | P  | Bp  | Bc | Diff |
| ---- | ----------------- | --- | -- | -- | - | -- | --- | -- | ---- |
| 1    | MTK Budapest (T)  | 42  | 22 | 21 | 0 | 1  | 113 | 16 | +97  |
| 2    | Törekvés SE       | 34  | 22 | 16 | 2 | 4  | 71  | 20 | +51  |
| 3    | Ujpest TE         | 27  | 22 | 11 | 5 | 6  | 28  | 28 | 0    |
| 4    | Ferencváros TC    | 26  | 22 | 11 | 4 | 7  | 29  | 23 | +6   |
| 5    | III. Kerületi TVE | 22  | 22 | 9  | 4 | 9  | 32  | 30 | +2   |
| 6    | Vasas SC (P)      | 21  | 22 | 6  | 9 | 7  | 29  | 30 | -1   |
| 7    | Budapest AK       | 18  | 22 | 8  | 2 | 12 | 31  | 52 | -21  |
| 8    | Magyar AC         | 18  | 22 | 7  | 4 | 11 | 47  | 53 | -6   |
| 9    | Budapest TC       | 16  | 22 | 6  | 4 | 12 | 25  | 52 | -27  |
| 10   | 33 FC             | 15  | 22 | 6  | 3 | 13 | 25  | 51 | -26  |
| 11   | Kispest AC (P)    | 14  | 22 | 5  | 4 | 13 | 22  | 57 | -35  |
| 12   | Fov TK (P)        | 11  | 22 | 3  | 5 | 14 | 19  | 59 | -40  |

|  | Vainqueur du championnat de Hongrie 1916-1917             |
|  | Relégation directe en deuxième division                   |
|  | (T) Tenant du titre (P) : Promu de II. Osztályú Bajnokság |

## Bilan de la saison
| Championnat de Hongrie de football 1916-1917 |                          |
| Champion                                     | MTK Budapest (4e titre)  |
| Coupes et trophées                           |                          |
| Vainqueur de la Coupe de Hongrie 1916-1917   | Non disputée             |
| Promotions et relégations                    |                          |
| Promus en Nemzeti Bajnokság                  | Székesfehérvár MÁV Előre |
| Relégués en II. Osztályú Bajnokság           | Fov TK                   |